# Спонгін
Спонгін (від грец. Σπόγγος, spongos = губка) — колагеноподібний структурний білок. Це білковий комплекс, що складається з білків колагену типу IV, які трапляються лише в рогових кременистих губках (клас Demospongiae).

## Характеристика
У губок (Demospongiae) спонгін утворює структурні волокна. Ці губчасті волокна з'єднують спікули губок (spicula), які складаються з вапна та силікатів, у мезогіл і таким чином надають губці її форму та забезпечують надходження поживних речовин шляхом формування системи каналів. Спонгін відіграє важливу роль у губках з ряду Dictyoceratida, оскільки вони не мають спікул, тому весь скелет складається зі спонгіну.
Вапняні губки (Calcarea) і скляні губки (Hexactinellida) не мають губчатих волокон і тому будують свою структуру лише з кальцієвих і силікатних спікул.

## Склад
Білковий ланцюг складається з 15,76 % гліцину, 8 % серину, 5,75 % аргініну, 5,15 % лізину 2,2 % валіну і 1,5 % цистину, 0,41 % брому (у вигляді дибромтирозину) і 0,5–1,5 % йоду (переважно у вигляді моно- та дийодтирозину).